# Щёкотово (Могилёвская область)
Щёкотово (бел. Шчокатава) — деревня в составе Первомайского сельсовета Дрибинского района Могилёвской области Республики Беларусь.

## Население
- 1999 год — 131 человек
- 2010 год — 76 человек

## Известные земляки
- Попков Василий Андреевич- заслуженный работник сельского хозяйства БССР, кандидат экономических наук, доцент.
- Попков Николай Андреевич - заслуженный работник сельского хозяйства БССР, кандидат экономических наук, доцент.